# 狛犬 (お笑いコンビ)
狛犬（こまいぬ）は、日本のお笑いコンビ。主に神保町よしもと漫才劇場で活動。吉本興業所属。

## 概要
NSC東京校24期出身の同期によってコンビ結成。2023年には上方漫才協会大賞の文芸部門賞を受賞。同年芸歴5年以下限定の賞レースUNDER5 AWARD2023で準決勝まで進出。さらに同年ABCお笑いグランプリでは最終予選に進出した。

## メンバー
坂口 トラック（さかぐち トラック、1994年1月12日 -（31歳））
ボケ担当。
本名：坂口 剛（さかぐち つよし）。大阪府交野市出身。身長168 cm、体重56 kg。関西大学法学部卒業。
- 趣味は嵐と史跡巡りで、特技は亀田大毅の顔ものまねと坂本龍馬について語ること[2]。
- 亀田大毅のモノマネでTikTokをしており、指男と交友がある
- 9番街レトロなかむらしゅんとは地元の同い年で、中学が同じ。facebookの友達だった。[7]
- 関西大学を現役で合格したが、遊びすぎたため2年留年した。

櫛野（くしの、1996年3月29日 -（29歳））
ツッコミ担当。
本名：櫛野 駿太郎（くしの しゅんたろう）。兵庫県神戸市出身。身長176 cm、体重73 kg。芸術系の短期大学卒業。
- 趣味は麻雀と恋愛リアリティショー鑑賞で、特技はどんな物でも遠くに投げられること（野球8年・ハンドボール3年経験あり）[2]。
- 神戸市立六甲アイランド高校時代にコンビ「サイクロン（後に「灘ジェニー」へ改名）」としてハイスクールマンザイ2013にて準優勝の好成績を収める[8]。当時の相方は「ゆっこ」の夏目。
- 組み直す前のコンビ（「渚ラボ」）では坂口の怠惰と前コンビ（灘ジェニー）と比べてのプレッシャーにより不仲だった。最後は喧嘩後、櫛野が相撲に勝ち、解散した。
- ゼロカランの野呂と上京してからの5年間、ワンルームで同居をしていた。
- ニューヨークのファン。

## 芸風
主に漫才で、坂口がコテコテの大阪弁で派手にボケて櫛野がツッコむスタイルを演じる。

## 出囃子
- teto「奴隷の唄」

## 賞レース戦歴

### M-1グランプリ
| 年度             | 結果      | エントリー No. | 会場                   | 日程     | 備考         |
| ---------------- | --------- | -------------- | ---------------------- | -------- | ------------ |
| 2022年 (第18回)  | 3回戦進出 | 960            | よしもと有楽町シアター | 10月30日 | 1回戦3位通過 |
| 2023年（第19回） | 3回戦進出 | 1372           | KANDA SQUARE HALL      | 11月8日  | 1回戦1位通過 |
| 2024年（第20回） | 2回戦進出 | 2359           | 雷5656会館ときわホール | 10月19日 | 1回戦1位通過 |

### その他賞レース
- 2023年 UNDER5 AWARD2023 準決勝進出
- 2023年 上方漫才協会大賞 文芸部門賞
- 2023年 ABCお笑いグランプリ 最終予選進出
- 2024年 ABCお笑いグランプリ 最終予選進出

## 出演
テレビ
- ラヴィット!（TBS、2023年3月15日[11]）
- モクバラナイト（TBS、2023年6月22日[12]）
- KinKi Kidsのブンブブーン（フジテレビ、2023年2月4日）
- キクテレミルラジ265（BSよしもと、2024年5月14日）
- チョコプランナー（テレビ朝日、2025年3月9日）

ラジオ
- 狛犬の遠吠え（stand.fm）
- 狛江狛犬狛ラジオ（コマラジ、木曜 19:30 - 20:00、第2・4週

## 引用
1. ↑  「渚ラボ｜コンビ情報」『M-1グランプリ公式サイト』。2024年2月24日閲覧。
2. 1 2 3  “狛犬 プロフィール｜吉本興業株式会社”. profile.yoshimoto.co.jp. 2023年8月25日閲覧。
3. ↑  “天才ピアニストが大賞「第八回上方漫才協会大賞」、特別賞の男ブラ平井は没収されかける（写真21枚）”. お笑いナタリー. 2023年8月25日閲覧。
4. ↑  “6月10日(土)”. UNDER5 AWARD｜超若手芸人No.1決定戦「UNDER5 AWARD 2023」. 2023年8月25日閲覧。
5. ↑  “「第44回ABCお笑いグランプリ」7月に決勝生放送、最終予選に45組進出”. お笑いナタリー. 2023年8月25日閲覧。
6. 1 2  狛犬TV (2024-06-04), 短大卒男と私大文系男が数学の難問に挑戦！ 2024年6月4日閲覧。
7. ↑  【公式】渋谷よしもと漫才劇場・神保町よしもと漫才劇場YouTubeチャンネル (2023-9-11), 【語る】同学年トーク【懐かしい】 2023年9月11日閲覧。
8. ↑  “よしもとニュースセンター : 今年の高校生マンザイ師No.１は？「ハイスクールマンザイ２０１３」開催！”. よしもとニュースセンター. 2024年6月4日閲覧。
9. ↑   (日本語) 狛犬【神保町よしもと漫才劇場『ネタフェスティバル2023』】 2023年8月25日閲覧。
10. 1 2  “狛犬 | コンビ情報”. M-1グランプリ 公式サイト. 2023年8月25日閲覧。
11. ↑  “ラヴィット！ 2023/03/15(水)08:00 の放送内容 ページ1”. TVでた蔵. 2023年8月25日閲覧。
12. ↑  TBS. “モクバラナイト『お笑いエスポワール号』”. TBSテレビ. 2023年8月25日閲覧。